# Интерлеукин 2
Интерлеукин 2 (ИЛ-2) је интерлеукин кога секретују лимфоцити (лимфокин) и делује претежно као фактор раста Т лимфоцита. Активише такође и друге ћелије одбрамбеног система. Првобитни назив му је био фактор раста Т лимфоцита, јер изазива полиферацију и диференцијацију Т лимфоцита укључених у одбрамбену реакцију. Пошто делује на саме ћелије које га луче поседије аутокрино дејство. Луче га претежно помоћнички (ЦД4) Т лимфоцити, делимично и цитотоксични(ЦД8) Т лимфоцити.

## Улога
Интерлеукин 2 остварује дејство везивањем за ћелијске рецепторе. Рецепторе за овај интерлеукин поседују Т лимфоцити и у мањој мери Б лимфоцити и НК ћелије. ИЛ-2 делује претежно на Т лимфоците, али само на оне који учествују у имунском одговору тј. које су активисане антигеном. Рецептор за ИЛ-2 изграђен је из 3 подјединице: α, β и γ. Код неактивних Т лимфоцита је активност α подјединице ниска, док је код активисаних после контакта са антигеном активност ове подјединице већа, тако да ови активисани лимфоцити могу да реагују на ИЛ-2. Услед његовог дејства долази до пролиферације и диференцијације ових лимфоцита. Везивање ИЛ-2 изазиве веома сложене процесе у лимфоцитима које доводе до фосфорилације протеина који преводе лимфоците из Г1 у С фазу ћелијског циклуса тј. покрећу процес ћелијске деобе. Такође смањује се и концентрација фактора који инхибишу ћелијски циклус нпр. п27, а повећава концентрација фактора који спречавају апоптозу и продужавају преживљавање лимфоцита нпр. Bcl-2. Запажено је и да дуготрајна активација Т лимфоцита овим фактором раста може имати и супротан ефекат, када може довести до њихове програмиране ћелијске смрти.
ИЛ-2 делује такође на НК ћелије, које активише и на Б лимфоците, код којих повећава стварање антитела и делује као фактор раста. 
ИЛ-2 подстиче и стварање других интерлеукина као нпр. интерлеукина 4 и интерферона γ.

## Примена
- Интерлеукин 2 се користи у терапији неких тумора.
- Неки лекови (нпр. циклоспорин, сиролимус, такролимус итд.) који блокирају стварање и и дејство овог интерлеукина користе се као имуносупресиви.